# Guadeloupe Passage
Guadeloupe Passage (fr. Canal de la Guadeloupe) – kanał morski łączący Morze Karaibskie z otwartym Oceanem Atlantyckim, położony między Gwadelupą (na południu) a wyspami Antigua i Montserrat (na północy). Ma około 30 mil (48 km) szerokości i do 1000 sążeń (6000 ft; 1800 m) głębokości.